# Goose Bay (zatoka na południowy wschód od Yarmouth)
Goose Bay – zatoka (ang. bay) w kanadyjskiej prowincji Nowa Szkocja, w hrabstwie Yarmouth, na południowy wschód od miasta Yarmouth; nazwa urzędowo zatwierdzona 31 grudnia 1933. Nazwa nadana ze względu na obficie występujące na akwenie gęsi – brązówki.